# Promozione Marche 1955-1956
La Promozione fu il massimo campionato regionale di calcio disputato nelle Marche nella stagione 1955-1956.
A ciascun girone, che garantiva al suo vincitore la promozione in IV Serie a condizione di soddisfare le condizioni economiche richieste dai regolamenti, partecipavano sedici squadre, ed era prevista la retrocessione delle quattro peggio piazzate, anche se erano possibili aggiustamenti automatici per ripartire fra le appropriate sedi locali le squadre discendenti dalla IV Serie.

## Girone unico

### Squadre partecipanti
| Squadra                 | Città                         | Stagione precedente |
| ----------------------- | ----------------------------- | ------------------- |
| S.P. Alma Juventus      | Fano (PS)                     |                     |
| S.S. Ennio Passamonti   | Camerino (MC)                 |                     |
| A.S. Falconarese        | Falconara Marittima (AN)      |                     |
| U.S. Fermana            | Fermo (AP)                    |                     |
| S.S. Fortitudo          | Fabriano (AN)                 |                     |
| A.S. Lillo Del Duca     | Ascoli Piceno                 |                     |
| A.C. Minatori Perticara | Perticara di Novafeltria (FO) |                     |
| U.S. Osimana            | Osimo (AN)                    |                     |
| S.S. Ostrense           | Ostra (AN)                    |                     |
| U.S. Pergolese          | Pergola (PS)                  |                     |
| S.S. Piano San Lazzaro  | Ancona                        |                     |
| U.S. Portocivitanovese  | Civitanova Marche (MC)        |                     |
| S.S. Portorecanati      | Porto Recanati (MC)           |                     |
| S.S. Pro Calcio         | Ascoli Piceno                 |                     |
| S.S. Robur              | Grottammare (AP)              |                     |
| A.S. San Crispino       | Porto Sant'Elpidio (AP)       |                     |
| U.S. Tolentino          | Tolentino (MC)                |                     |
| S.P. Vis-Sauro          | Pesaro                        |                     |

### Classifica finale
|  | Pos. | Squadra            | Pt | G  | V  | N  | P  | GF | GS | DR  |
|  | ---- | ------------------ | -- | -- | -- | -- | -- | -- | -- | --- |
|  | 1.   | Alma Juventus      | 52 | 34 | 24 | 4  | 6  | 58 | 17 | +41 |
|  | 2.   | Del Duca Ascoli    | 51 | 34 | 22 | 7  | 5  | 75 | 15 | +60 |
|  | 3.   | Vis Sauro Pesaro   | 49 | 34 | 21 | 7  | 6  | 73 | 32 | +41 |
|  | 4.   | Tolentino          | 43 | 34 | 18 | 7  | 9  | 55 | 31 | +24 |
|  | 5.   | Piano San Lazzaro  | 41 | 34 | 17 | 7  | 10 | 37 | 38 | -1  |
|  | 6.   | Portocivitanovese  | 40 | 34 | 14 | 12 | 8  | 56 | 35 | +21 |
|  | 7.   | Fermana            | 38 | 34 | 15 | 8  | 11 | 49 | 29 | +20 |
|  | 8.   | Falconarese        | 37 | 34 | 14 | 9  | 11 | 54 | 45 | +9  |
|  | 8.   | Robur Grottammare  | 37 | 34 | 14 | 9  | 11 | 44 | 41 | +3  |
|  | 10.  | Portorecanati      | 33 | 34 | 11 | 11 | 12 | 45 | 38 | +7  |
|  | 10.  | San Crispino       | 33 | 34 | 12 | 9  | 13 | 46 | 48 | -2  |
|  | 12.  | Pro Calcio Ascoli  | 32 | 34 | 11 | 10 | 13 | 39 | 43 | -4  |
|  | 13.  | Minatori Perticara | 28 | 34 | 10 | 8  | 16 | 45 | 39 | +6  |
|  | 13.  | Ostrense           | 28 | 34 | 13 | 2  | 19 | 49 | 63 | -14 |
|  | 15.  | Osimana            | 22 | 34 | 7  | 8  | 19 | 31 | 67 | -36 |
|  | 16.  | Fortitudo          | 17 | 34 | 6  | 5  | 23 | 27 | 87 | -60 |
|  | 17.  | Pergolese          | 16 | 34 | 5  | 6  | 23 | 17 | 69 | -52 |
|  | 18.  | Ennio Passamonti   | 15 | 34 | 5  | 5  | 24 | 33 | 96 | -63 |

Legenda:
      Promosso in IV Serie 1956-1957.
      Retrocesso in Prima Divisione 1956-1957.
Regolamento:
Due punti a vittoria, uno a pareggio, zero a sconfitta.
Pari merito in caso di pari punti.
In caso di pari punti in zona promozione/finali era necessario uno spareggio in campo neutro.